# Скала Коели
Ска̀ла Коѐли (на италиански: Scala Coeli) е село и община в Южна Италия, провинция Козенца, регион Калабрия. Разположено е на 363 m надморска височина. Населението на общината е 1111 души (към 2012 г.).